# Amina Figarova

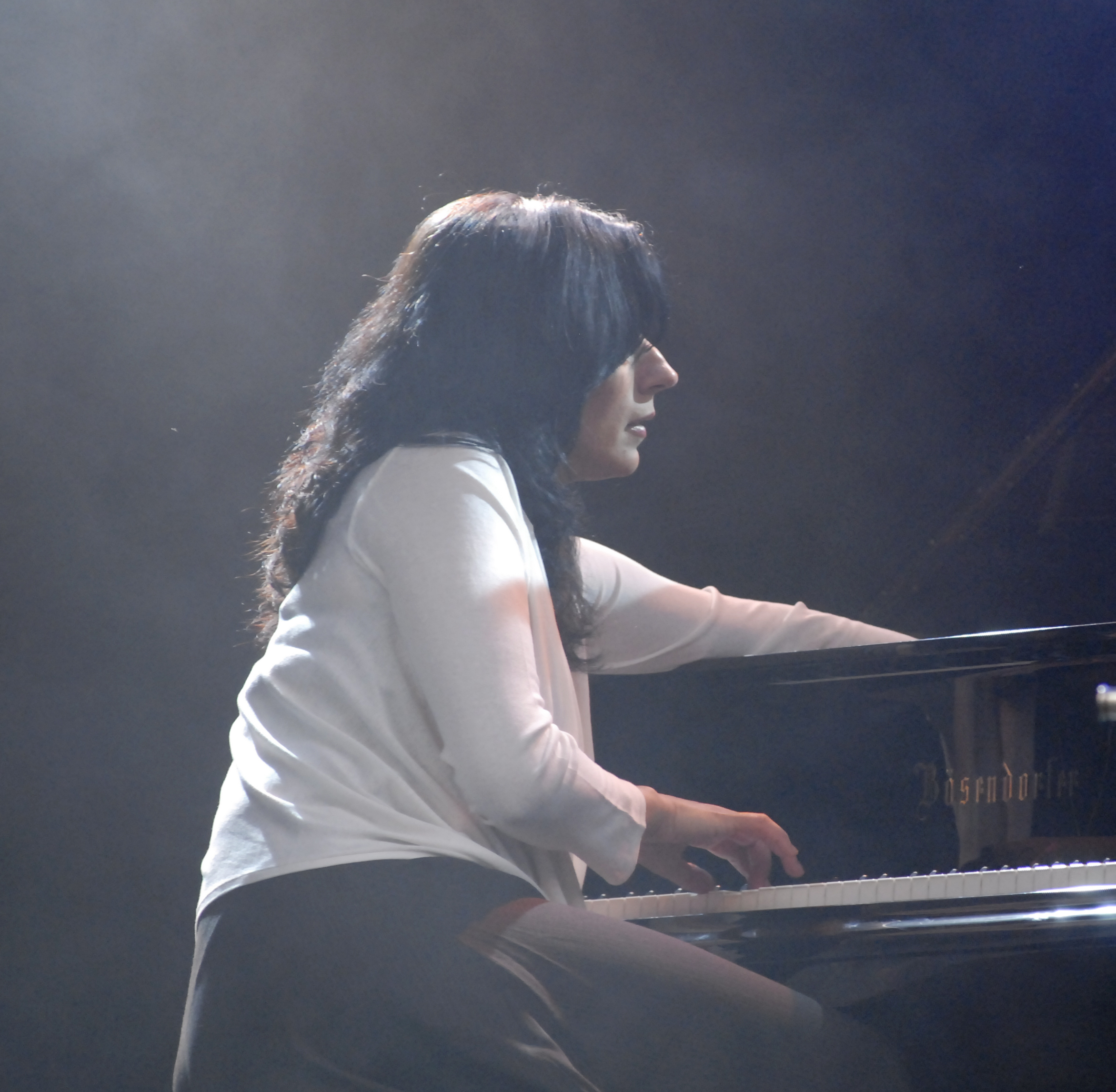
Amina Figarova (Middelburg Jazz Festival 2007)

Amina Figarova (aserbaidschanisch Əminə Fiqarova; * 12. Oktober 1966 in Baku) ist eine aus Aserbaidschan stammende Jazzmusikerin (Piano und Komposition).

## Leben und Wirken
Figarova erhielt von Kind an Musikunterricht und konzentrierte sich auf das Klavier. Sie besuchte das Konservatorium von Baku, wo sie klassisches Piano studierte. Sie setzte dann ihre Studien an der Jazzabteilung des Konservatoriums Rotterdam und am Berklee College of Music in Boston fort. Seit 1994 legte sie diverse Alben vor. Sie tritt zumeist in Sextett- oder Septettformation auf, zumeist mit dem Flötisten Bart Platteau, ihrem Ehemann. 2010 war sie mit ihrer Gruppe der einzige europäische Beitrag auf dem Newport Jazz Festival. Sie trat auch mit Enrico Granafei und mit der American All Stars Band auf (mit James Moody, Nathan Davis, Claudio Roditi, Larry Coryell und Wynard Harper). Nachdem sie zwanzig Jahre in den Niederlanden lebte, zog sie 2012 nach New York City.

## Diskographische Hinweise
- Attraction (1994)
- Night Train (2002)
- Amina Figarova Live in Amsterdam, 2005
- September Suite, 2005
- Sketches (2010)[5]
- Twelve (2012)
- Road to the Sun (AmFi, 2019)
- Amina Figarova Edition 113: Persistence (AmFi Records, 2020)